# Осада Константинополя (1394—1402)
Осада Константинополя (1394—1402) — осада Константинополя османским султаном Баязидом I, длившаяся с перерывами восемь лет (с 1394 по 1402 год). Армия Османской империи ещё не была оснащена  огнестрельным оружием, Баязид вёл параллельно другие военные кампании, поэтому в течение большей части этих восьми лет не производилось активных боевых действий.  Со стороны суши Константинополь был блокирован, но из-за невысокого уровня османского флота морской путь в город был свободен. Эта осада Константинополя мобилизовала христианских правителей против османской экспансии. Был организован крестовый поход в Никопол, который закончился разгромом христианских сил. Только победа Тамерлана над Баязидом в битве при Анкаре спасла город от капитуляции.

## Первая осада (1394)
После захвата Галлиполи в 1354 году османы получили базу для постоянных набегов на балканские государства. В 1374 года Византия стала вассалом Османского султана. Византийский император Иоанн V Палеолог умер 16 февраля 1391 года. Его сын, Мануил II Палеолог, находившийся в Бурсе у Баязида как заложник, сумел убежать, чтобы занять византийский трон. Это разгневало Баязида и привело к осаде Константинополя Баязидом, продлившейся 7 месяцев. После того, как Мануил пошёл на значительные уступки, осада была снята. В частности, помимо создания в Константинополе исламского суда, в городе также был размещён шеститысячный османский гарнизон, а для мусульманских поселенцев был выделен целый квартал города.
Вскоре Мануил был вызван в лагерь султана в Анатолии, с требованием присоединиться к кампании Баязида. Оставив в качестве регента в Константинополе свою мать, 8 июня 1391 года Мануил подчинился приказу султана. До января 1392 года Мануил был вынужден быть при Баязиде. То, что он наблюдал и испытал, отражено в письмах, отправленных домой. Кампания Баязида, в которой Мануил и его племянник Иоанн принимали участие, имела целью покорение Кастамону и Синопа, городов Джандаридов. В этой кампании Мануил смог увидеть, во что превращаются завоёванные османами греческие города, какому разрушению они подвергаются.
Зимой 1393/94 года Баязид собрал своих вассалов в Серресе, чтобы подтвердить свою власть, а также осудить Палеологов и их политику в Морее. Правители подконтрольных Баязиду государств получали вызов лично и каждый из них не знал, что вызван кто-то ещё. Они были удивлены встретить друг друга в таких обстоятельствах и решили, что султан собрал их всех, чтобы убить. Мануил уехал со встречи, сохранив свою императорскую корону, но когда он получил новый вызов от Баязида, он отказался повиноваться ему, вспомнив свой испуг. В сочетании с сопротивлением деспота Мореи Феодора это вызвало гнев султана, который в сентябре 1394 года разорил окрестности Константинополя и начал блокаду города.

## Осада

### 1394—1396. Крестовый поход
Между 1394 и 1396 годами Константинополь находился в блокаде с суши. Османам было достаточно того, что никто не мог войти в город или выйти из него. В начале 1394 года Мануил II вступил в контакт с венецианцами, которые опасались за успешность своих торговых операций в случае захвата города турками. Венецианцы с участием отнеслись к положению Мануила, они отправили в Константинополь зерно, приложили усилия, чтобы договориться со своим конкурентом и врагом, Генуей. Кроме того, они предложили Мануилу обратиться за помощью к Папе.
Риск увидеть Константинополь в руках турок мобилизовал многих в Европе, особенно в Венгрии, которая могла стать следующей жертвой продвижения османов на Балканах. Несмотря на победу Мирчи Старого в 1394/1395 году в битве при Ровине, Валахия тогда же, в 1395 году, стала вассалом османов. Деспотат Морея пережил турецкое вторжение в 1394—1395 годах. Византийские послы отправились ко двору Карла VI и герцога Ланкастерского, находящегося в Бордо. В итоге, герцог Мезьер собрал несколько тысяч франкских рыцарей. В это войско, возглавляемое Жаном де Невером, входили маршал Бусико и другие прославленные и знатные рыцари того времени. Они присоединились к венгерской армии во главе с Сигизмундом. Венецианцы колебались и это задержало кампанию, которая началась в апреле 1396 года. Армии собрались в Буде в июле. Французы выступали за наступление, Сигизмунд же был сторонником осторожных действий, однако ему пришлось согласиться с точкой зрения союзников. Между тем, венецианская флотилия во главе с Томмазо Мочениго сумела добраться до Константинополя морем. Этот флот должен защищать проливы и обеспечивать связь между Византией и крестоносцами. Однако, несмотря на несколько успехов против турок, 25 сентября 1396 года крестоносцы понесли тяжелое поражение под Никополем.
Последствия этого поражения были драматичны для Константинополя, чьи лидеры рассчитывали на успех крестоносцев, чтобы избавиться от османской блокады. Таким образом, Баязид очень быстро смог возобновить свои действия против Византийской империи и захватил пригород Константинополя и его форпост — Силиври. Блокада превратилась в полноценную осаду. Кроме того, отплытие Мочениго, позволило туркам усилить блокаду города. Большая часть войск Баязида стояла у Константинополя, за исключением 30 000 человек под командованием Эвреноса, отправленных на разорение Мореи. 
Венецианцы осознали масштаб опасности для Византии и для их торговых интересов. К концу 1396 года они выделили средства на содержание флота для защиты Константинополя. Генуэзцы также, чья колония в Галате уже пострадала, согласились добавить к венецианской эскадре свои корабли. Мануил отказывался сдать город без борьбы. Баязид, чтобы усилить давление, построил крепость Анадолухисар на азиатском берегу Босфора и планировал использовать Иоанна VII Палеолога, чтобы сместить Мануила II. Снабжение города стало затруднительным, жители страдали от голода, многие бежали. Что касается Мануила II, он все надеялся на поддержку со стороны и рассылал мольбы о помощи.

### 1397—1399. Французская помощь
В 1397 году блокада была менее суровой, однако Мануил II отправил несколько посольств, чтобы просить о поддержке. Патриарх Константинопольский призвал королей Польши и Венгрии к новому крестовому походу. Посольство с просьбой о помощи от Константинопольского патриарха приезжало в Великому князю Московскому Василию. Хотя отправки войск Василий не планировал, но объявил сбор денег.  К сбору денег были привлечены князья Михаил Тверской, Олег Рязанский и Витовт. Для византийцев была собрана большая сумма в 20 000 рублей серебром. Ходили слухи, что в 1397 году Иоанн VII через генуэзских посредников предложил продать свой титул французскому королю. Бонифаций IX пытался оказать финансовую поддержку Византийской империи, попросив католических князей предоставить деньги Константинополю в обмен на индульгенции. Король Англии Генрих IV сумел собрать около 2 000 фунтов стерлингов, которые ,однако, так никогда и не достигли византийской столицы.
Феодор Кантакузин, дядя Мануила II, отправился посланником в Лондон и Париж. После  встречи с ним король  Карл VI  принял решение отправить в Константинополь маршала Бусико, участвовавшего в битве за Никопол. Маршал покинул Эг-Морт 26 июня 1399 года с отрядом (из 1200 или 2000) человек и отправился к Эгейскому морю, где он присоединился к совместной эскадре Венеции, Родоса и Лесбоса. Летом он добрался до Константинополя, где его приветствовали жители, пробывшие в осаде почти 5 лет. Несколько вылазок, предпринятых против турок, принесли византийцам несколько временных побед. Бусико удалось уничтожить замок Рива Калеси, защищавший выход в Чёрное море.
Тем не менее, отряда Бусико было недостаточно. В рамках усиления обороны Константинополя, маршалу удалось примирить Мануила II с Иоанном VII. Затем  Бусико убедил Мануила отправиться вместе в Европу, чтобы призвать католических князей к новому крестовому походу. Мануил II принял это предложение. Оставил своим заместителем Иоанна VII, 10 декабря 1399 года Мануил II отправился на Запад.  Вместо себя Бусико оставил своего офицера Жана де Шатоморана с отрядом из 100 человек.

### 1399—1402. Дипломатические усилия
Мануил начал с Венеции, а затем побывал в разных итальянских городах, таких как Милан или Падуя. Также он встретился с папой, который возобновил призывы к крестовым походам и финансовой поддержке Константинополя. В то время Италия начала интересоваться греческой культурой , и итальянские принцы, тепло принимали Мануила. Но Мануил искал военную помощь, поэтому в июне 1400 года он отправился в Париж, где познакомился с Карлом VI. Последний обещал ему отправить маршала Бусико в Константинополь во главе новой экспедиции. Император также вступил в контакт с королями Кастилии и Арагона. Точно так же он пытался обратиться за помощью к королю Англии Генриху IV, которого он встретил в конце 1400 года. Приободрённый, Мануил вернулся из своей поездки в Англию в феврале 1401 года, не добившись реальной помощи, за исключением суммы в 3000 марок, предоставленных Генрихом IV. По возвращении в Париж Мануил направил письма в Арагон и Португалию, но тоже не получил никакой конкретной помощи. Мало-помалу энтузиазм Мануила II испарялся, потому что никто из европейских правителей не проявил заинтересованности в мольбах Константинополя и просьбах Венеции, которая отказывалась вмешиваться в одиночку.
В Константинополе отдельные французские войска под командованием Шатоморана провели несколько вылазок против турок, особенно в поисках пищи:
И таким образом удерживал его [город] три года против  турок. Если коротко, так много он и его люди делали, что те, кто знают правду, говорят, что им и добрыми французами, бывшими с ним, был спасен от гибели и уничтожения  благородный и древний город Константинополь. Это, без сомнения, было весьма угодно Богу и принесло большую честь королю Франции и французам, которые доказали свою храбрость, и стали  благословением для христиан».
Оригинальный текст (фр.)Et ainsi la garda l'espace de trois ans contre la puissance des Turcs. Et à brief parler, tant y fit luy et les gens de sa compaignie, que ceulx qui en sçavent la vérité dient que, par luy et par les bons François qui avec luy es toyent, a esté sauvée et garantie d'estre du tout destruite et périe la noble et ancienne cité de Constantinoble. Laquelle chose, n'est point de doubte, fut très agréable à Dieu, et grand honneur au roy de France et aux François qui bien leur vertu y esprouvèrent, et grand bien pour la chrestienté.
Что касается Баязида, он не предпринимал никаких наступательных действий достаточного масштаба, чтобы захватить Константинополь. Жители города, как потом и в 1422 году, приписывали это заступничеству Девы Марии. Некоторые источники приписывали бездействие султана деятельности Иоанна VII и патриарха Матвея. Есть сомнительные сообщения о попытках, которые Иоанн предпринял летом 1401 года, чтобы прийти к соглашению с Баязидом. Ходили слухи, что генуэзцы в Галате от отчаяния согласились выплатить ежегодную дань султану. В тайных сношениях с противником подозревали даже Патриарха Матвея, хотя он и опроверг это обвинение в энциклике.
В это время на восточных границах Османской империи появился Тамерлан. В 1399 году султан Баязид начал требовать дань с эмира Эрзинджана, вассала Тамерлана. Это вызвало конфликт и Тамерлан предпринял поход в Анатолию. В 1400 году Тамерлан взял Сивас. Византия надеялась использовать Тамерлана как союзника. В августе 1401 года Иоанн VII послал монаха-доминиканца послом к Тамерлану, чтобы выразить свое уважение и предложить платить дань, которую Византия платила Баязиду в случае уничтожения последнего. 28 июля 1402 года две армии встретились вблизи Анкары, и османская армия была разбита, а Баязид был взят в плен. Таким образом, осада Константинополя закончилась летом 1402 года.

## Итоги
Мануил узнал о поражение Баязида в сентябре 1402 года в Париже, когда Шатоморан вернулся из Константинополя. Император вернулся в Константинополь 9 июня 1403 года, в этот же  день Иоанн VII  подписал договор с сыном Баязида, Сулейманом Челеби, который управлял Румелией. Сама осада не имела прямых последствий для событий византийско-османской войны.  Византийская империя не проиграла в этом противостоянии лишь благодаря вмешательству Тамерлана.
По окончании осады Византийская империя смогла воспользоваться Османским междуцарствием, чтобы вернуть некоторые города, включая Салоники, но так и не смогла восстановиться настолько, чтобы стать важным политическим игроком.
Одной из причин того, что Баязид не форсировал активного штурма, являлось отсутствие огнестрельного оружия.  Хотя известно, что в 1394 и 1402 годах османы использовали пушки, но это были единичные случаи. Следующее применение, хотя и безуспешное, артиллерии османами произошло у стен Константинополя в 1422 году.